# Shūkan Bunshun
Shūkan Bunshun (週刊文春, Shūkan Bunshun) é um tabloide semanal japonês (shūkanshi) com sede em Tóquio, Japão, conhecido por seu jornalismo investigativo e frequentes confrontos com o governo japonês. Isso fez com que fosse considerada uma das revistas semanais mais influentes do país.

## História e perfil
O Shūkan Bunshun estreou em abril de 1959. A revista faz parte da Bungeishunjū, um grupo editorial com sede em Chiyoda, Tóquio. De outubro de 2014 a setembro de 2015, Shūkan Bunshun foi a quarta revista semanal mais vendida no Japão, com  680.296 cópias em circulação. Em 2023, o número total de cópias vendidas caiu para 165.794. Como uma revista de notícias gerais, o principal concorrente é o Shukan Shincho, de perfil mais conservador.
A revista é elogiada, mas também criticada por suas reportagens investigativas que abordam tanto escândalos políticos quanto aqueles do mundo do entretenimento, e reportagens desse cunho são coloquialmente conhecidas como "Bunshun cannon" (文春砲, Bunshunhō). Segundo a BBC, no primeiro trimestre de 2016 "derrubou um ministro e um político, praticamente destruiu as carreiras de uma celebridade popular e de um comentador de notícias e quase acabou com uma das maiores boy bands do Japão", afirmando que a revista estava "abalando o aconchegante clube de mídia" no Japão. No entanto, a revista também foi amplamente criticada por sua exposição do adultério de Tetsuya Komuro, com o The Japan Times afirmando que a história não foi recebida favoravelmente e que "os internautas japoneses parecem ter se voltado contra o Shukan Bunshun e outras publicações que provocam escândalos".
O Bunshun também é conhecido por manchetes e textos sensacionalistas que colocam os assuntos que abordam em maus lençóis pois, em um sistema em que o lucro da publicidade aumenta de acordo com número de contatos, o que importa é atrair a atenção dos leitores. Segundo o “conceito de que o interesse (atenção) é economicamente superior à qualidade da informação” houve casos como o observado pelo professor da Universidade de Estudos Internacionais de Kanda Jeffrey J. Hall, quando Komuro Kei, consorte da ex-princesa Mako, começou a usar um aplicativo difundido como o Telegram e o Bunshun associou Komuro ao crime porque o Telegram seria usado por alguns criminosos.

## Relatórios e controvérsias notáveis

### Onyanko Club
Em abril de 1985, Shūkan Bunshun publicou a foto de seis membros do grupo de idols Onyanko Club fumando em uma cafeteria. Isso levou à remoção de cinco das seis membros do grupo. Como eram consideradas integrantes essenciais do grupo, o escândalo mudou a forma e o destino do Onyanko Club.

### Caso Junko Furuta
Em 1989, o tabloide descobriu e publicou as identidades dos quatro garotos (Hiroshi Miyano, Jō Ogura, Shinji Minato e Yasushi Watanabe) que sequestraram, estupraram, torturaram e posteriormente assassinaram Junko Furuta, alegando que, dada a gravidade do crime, os acusados não mereciam que seu direito ao anonimato fosse mantido.

### Johnny & Associates
Em 2001, o Shūkan Bunshun publicou uma série de alegações de assédio sexual contra o fundador da Johnny & Associates, Johnny Kitagawa, juntamente com alegações de que Kitagawa teria forçado os meninos a beber álcool e fumar. Essa exposição foi particularmente notável porque o Shūkan Bunshun foi o único meio de comunicação disposto a publicar tais alegações, principalmente porque Kitagawa era conhecido por controlar a mídia do entretenimento. Johnny & Associates processou Shukan Bunshun por difamação e, em 2002, o Tribunal Distrital de Tóquio decidiu a favor de Kitagawa, concedendo a ele 8.8 milhões de ienes em danos. Em 2003, a multa foi reduzida para 1.2 milhões com base em que as alegações de consumo de álcool e fumo eram difamatórias, enquanto as alegações de assédio sexual não eram. Kitagawa interpôs recurso ao Supremo Tribunal do Japão, mas este foi rejeitado em 2004.

### Mitsuo Kagawa
Em 2001, Bunshun acusou Mitsuo Kagawa, um professor da Universidade de Beppu, de fraude após as supostas descobertas paleolíticas japonesas feitas pelo arqueólogo amador Shinichi Fujimura. Depois que o Mainichi Shimbun revelou a verdade por trás da fraude arqueológica de Fujimura, Bunshun alegou que as ferramentas de pedra descobertas na província de Oita também eram falsificações feitas pelo professor Mitsuo Kagawa. Kagawa cometeu suicídio e deixou uma nota de suicídio na qual alegou inocência. A família entrou com uma ação de indenização para resgatar a honra do falecido. Em 23 de fevereiro de 2004, o grupo Bungeishunju foi condenado pelo Tribunal Superior de Fukuoka a pagar 9,2 milhões de ienes e a colocar um anúncio de desculpas na primeira página do Bungeishunju.

### Hideo Higashikokubaru
Em 30 de junho de 2014, a Bushun foi condenado a pagar uma indenização de 2,2 milhões de ienes a Hideo Higashikokubaru por um artigo difamatório publicado em 2012, no qual o então governador da Prefeitura de Miyazaki foi acusado de comportamento impróprio para com funcionárias.